# (7957) Antonella
(7957) Antonella est un astéroïde de la ceinture principale.

## Description
(7957) Antonella est un astéroïde de la ceinture principale. Il fut découvert le 17 janvier 1994 à Cima Ekar par Andrea Boattini et Maura Tombelli. Il présente une orbite caractérisée par un demi-grand axe de 2,77 UA, une excentricité de 0,11 et une inclinaison de 9,0° par rapport à l'écliptique.

## Compléments